# Вудбери (Џорџија)
Вудбери (Џорџија) (енгл. Woodbury) град је у америчкој савезној држави Џорџија. По попису становништва из 2010. у њему је живело 961 становника.

## Демографија
Према попису становништва из 2010. у граду је живело 961 становника, што је 223 (18,8%) становника мање него 2000. године.
| Група             | 2000.       | 2010.       |
| Белци             | 496 (41,9%) | 378 (39,3%) |
| Афроамериканци    | 669 (56,5%) | 575 (59,8%) |
| Азијати           | 0 (0,0%)    | 3 (0,3%)    |
| Хиспаноамериканци | 8 (0,7%)    | 5 (0,5%)    |
| Укупно            | 1.184       | 961         |